# انگس مک‌فادین
انگِس مک‌فادین (انگلیسی: Angus Macfadyen؛ زادهٔ ۲۱ سپتامبر ۱۹۶۳) یک هنرپیشه اهل اسکاتلند است. وی از سال ۱۹۹۱ میلادی تاکنون مشغول فعالیت بوده است.
از فیلم‌ها یا برنامه‌های تلویزیونی که وی در آن نقش داشته است، می‌توان به دلاور، اره ۳، اره ۵، اره ۴، تعادل، اره ۶، ما باغ وحش خریدیم، ۴۵.، تیتوس، رت پک، شکر، اسرار غیبی انجمن خواهرانه یایا، هنوز نفس می‌کشم، طعنه‌آمیز و تعصب و گهواره خواهد جنبید اشاره کرد.